# Mitridate, re di Ponto
Mitridate, re di Ponto (Mithridates kung av Pontos), K. 87, är en opera i tre akter av Wolfgang Amadeus Mozart med text av Vittorio Amedeo Cigna-Santi efter Jean Racines tragedi Mithrdates.

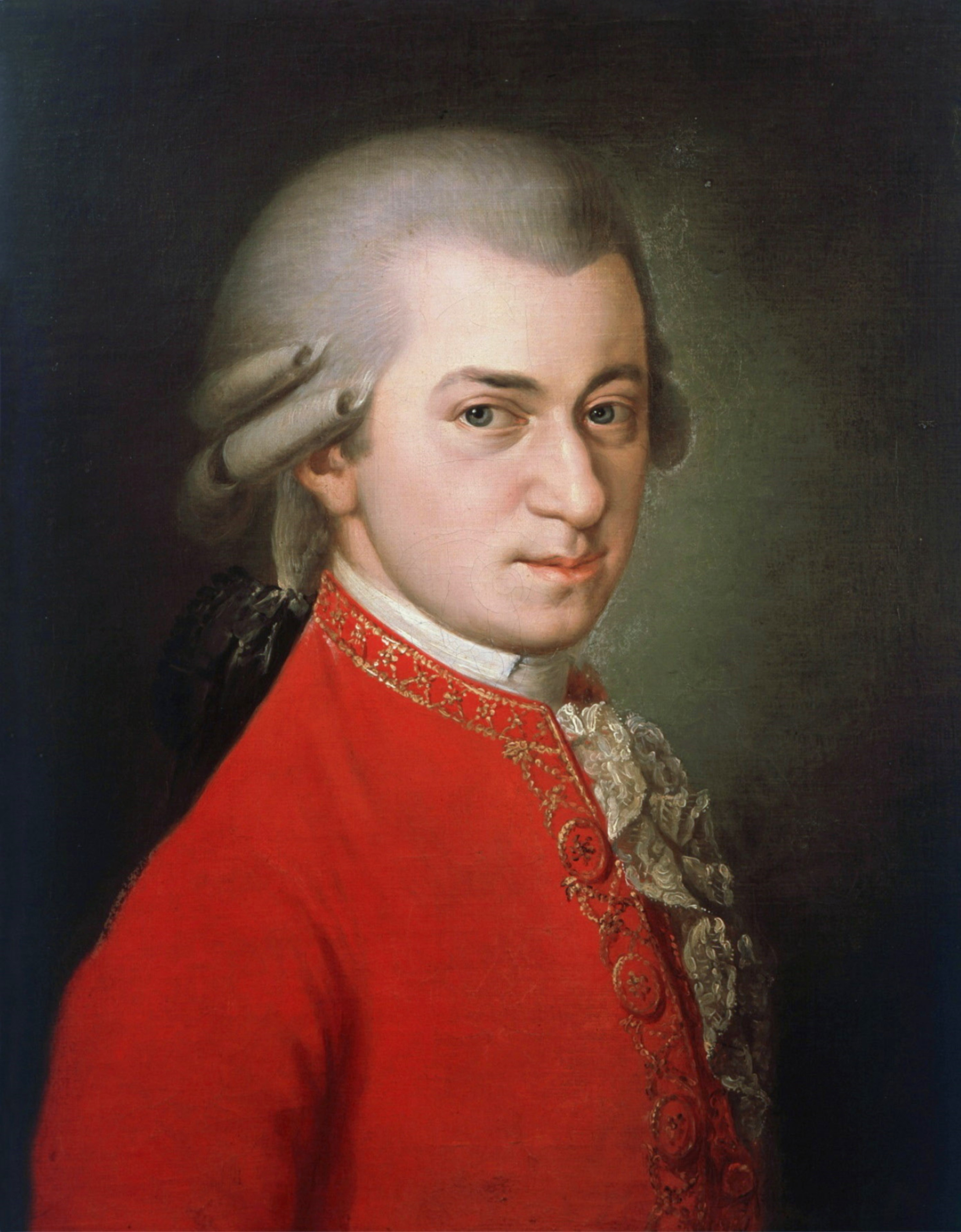
Wolfgang Amadeus Mozart

## Historia
Efter en latinsk komedi (Apollo et Hyacinthus), ett tyskt sångspel (Bastien och Bastienne) och en italiensk opera buffa (La finta semplice) nådde Mozart med Mitridate fram till genren opera seria, som hade dominerat operavärlden i ett sekel. År 1769 reste Mozart tillsammans med sin far för första gången till Italien för att där lära sig bemästra den upphöjda operakonsten. Den ett år långa vistelsen i Italien präglade Mozart på ett avgörande sätt. I mitten av året fick han av Teatro Regio Ducale i Milano i uppdrag att skriva en opera seria: Mitridate. Operan var ett beställningsverk för karnevalssäsongen i Milano och blev enligt tidens sed skräddarsydd för sångarna, som i en rad virtuosa arior fick rika möjligheter att demonstrera sin skicklighet. Operan uruppfördes 26 december 1770 och blev en stor framgång med lysande sångartister och en på den tiden ovanligt stor orkester bestående av 56 musiker.
Mitridate blev en triumf som övertygade operapubliken i Milano om att en 14-årig österrikare kunde skriva opera seria lika bra som de italienska kompositörerna. Mozarts opera seria-verk är fascinerande genom den överdådiga instrumentationen, känslornas mångfald samt den virtuosa och uttrycksfulla sången.

## Personer
- Mitridate/Mithridates den store, kung av Pontos och Aspasias älskade (Tenor)
- Aspasia, Mitridates trolovade (Sopran)
- Sifare, Mitridates och Stratonicas son (Soprankastrat)
- Farnace/Pharnaces, Mitridates äldste son (Altkastrat)
- Ismene, dotter till parthernas kung och Farnaces trolovade (Sopran)
- Marzio/Marcius, romersk tribun och Farnaces vän (Tenor)
- Arbate, Nymphaeums ståthållare (Soprankastrat)
- En mor, en romare (stumma roller)

## Handling
Akt I

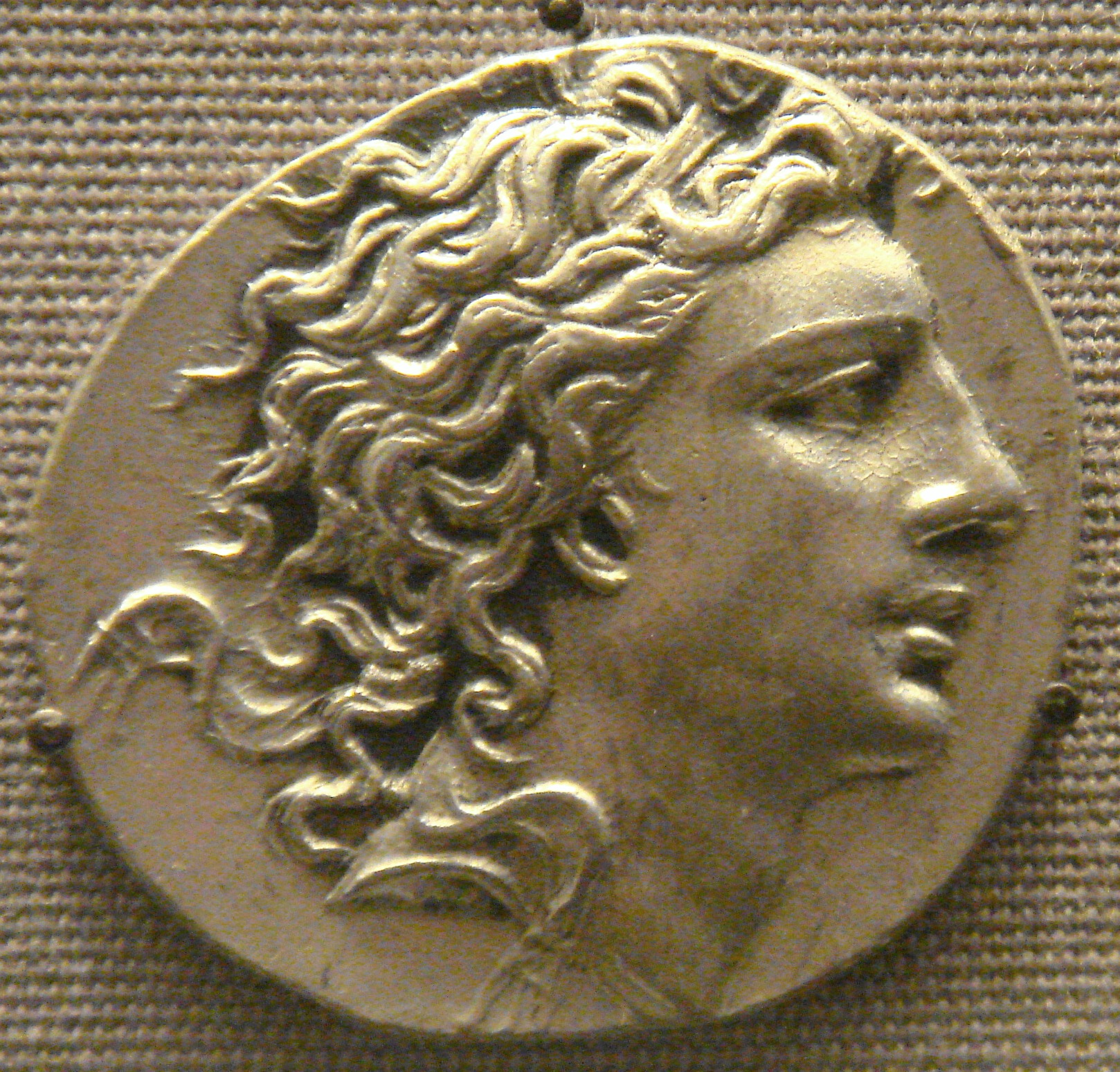
Porträtt av den historiske kung Mithradates.

Kungen av Pontos, Mitridate har två söner. Den äldsta Farnace, sympatiserar med romarna som fadern ligger i krig med, medan Sifare står på grekernas sida. Båda älskar faderns trolovade Aspasia. Mitridate har låtit sprida ut ryktet att han har fallit i strid mot romarna, för att därigenom pröva såväl sina båda söner som sitt folk. Genast börjar sönerna försöka vinna Aspasias gunst. Farnace bestormar henne med sina kärleksförklaringar, men hon avvisar honom och söker skydd hos Sifare, som erkänner att även han älskar henne.
Akt II
Då Mitridate kommer hem har han med sig Ismene, som har bestämt skall bli maka åt Farnace men denne förklarar att han älskar en annan. Mitridate vill döma honom till döden men Ismene vädjar för honom. Kungen vill nu själv snarast möjligt gifta sig med Aspasia och skickar Sifare att hämta henne. Inför utsikten av ett nära förestående bröllop med Mitridate inser hon att hon älskar Sifare.
Kriget mot romarna går vidare men Farnace är benägen att sluta fred och grips för landsförräderi. Då avslöjar han för fadern att Sifare är dennes rival och Mitridate svär att han skall ta en blodig hämnd på båda sina svekfulla söner.
Akt III
Mitridate lovar Aspasia att han skall låta Sifare leva om hon avstår från denne och gifter sig med honom själv, men hon vägrar varpå han skickar henne en bägare gift. Ismene har under tiden befriat Sifare, som hinner rädda Aspasia. Även Farnace har befriats men av den romerske tribunen Marzio, som räknar med hans stöd, men nu har Farnace insett att han inte kan förråda sitt land och avvisar förslaget. Mitridate har kastat sig på sitt svärd för att inte falla i fiendens händer om han lider nederlag, men Farnace har satt eld på den romerska flottan och drivit den på flykten. Innan Mitridate dör utropar han Sifare till sin efterträdare med Aspasia som drottning.